# Conferenza sull'oceano Artico
La prima Conferenza sull'oceano Artico si è tenuta ad Ilulissat, in Groenlandia, dal 27 al 29 maggio 2008.
Cinque Paesi, Canada, Danimarca, Norvegia, Russia e Stati Uniti si sono riuniti per discutere temi chiave relativamente all'oceano Artico.
Il vertice è stato significativo in termini di piani per regolamentazioni ambientali, sicurezza marittima, prospezioni minerarie e trasporti. Prima della conclusione del vertice, i partecipanti hanno annunciato ed esposto la Dichiarazione di Ilulissat.
La conferenza è stata la prima ad essersi tenuta a livello ministeriale insieme alle cinque potenze regionali.
Il tutto è avvenuto su invito di Per Stig Moller, ministro degli Esteri della Danimarca, e Hans Enoksen, groenlandese, primo ministro nel 2007 dopo diverse dispute territoriali nella regione artica.
Moller ha dichiarato: «Dobbiamo continuare a soddisfare i nostri obblighi in zona artica fino alla decisione presa dalle Nazioni Unite che hanno il diritto verso il mare e le risorse della regione. Dobbiamo concordare su regole e che cosa fare se i cambiamenti climatici rendono più spedizioni possibili. Abbiamo bisogno di inviare un segnale politico comune per entrambe le nostre popolazioni e il resto del mondo, dobbiamo comunicare che i cinque Stati costieri affronteranno in modo responsabile le opportunità e le sfide che si presenteranno».
Lo scioglimento del ghiacciaio di Ilulissat è stato un adeguato contesto di riferimento per la conferenza.
I partecipanti dei vari ministeri sono stati i seguenti:
- Canada: Gary Lunn, ministro per le Risorse Naturali
- Danimarca: Per Stig Moller; Hans Enoksen
- Norvegia: Jonas Gahr Støre, ministro degli Esteri
- Russia: Sergey Lavrov, ministro degli Esteri
- Stati Uniti: John D. Negroponte, vicesegretario di Stato

## Controversie
L'inserimento di alcuni membri del Consiglio artico e l'esclusione di altri (popolazioni indigene, Finlandia, Islanda e Svezia) fu causa di alcune polemiche.
Difendendo la decisione della Danimarca di escludere alcuni membri del consiglio, Thomas Winker, capo del Dipartimento di legge internazionale della Danimarca affermò che «l'incontro di Ilulissat non è in concorrenza con il Consiglio artico. Le questioni che discuteremo saranno questioni su quale sia la [sic] responsabilità dei cinque Stati costieri dell'oceano Artico».
La reazione di Aqqaluk Lynge, un politico groenlandese ex presidente dell'Inuit Circumpolar Conference, riguardava il fatto che gli indigeni dell'Artico sono stati marginalizzati. «Anche gli inuit hanno la loro sovranità».